# Haloragis gossei
Haloragis gossei är en slingeväxtart som beskrevs av F. Müll.. Haloragis gossei ingår i släktet Haloragis och familjen slingeväxter. Utöver nominatformen finns också underarten H. g. inflata.

## Bildgalleri

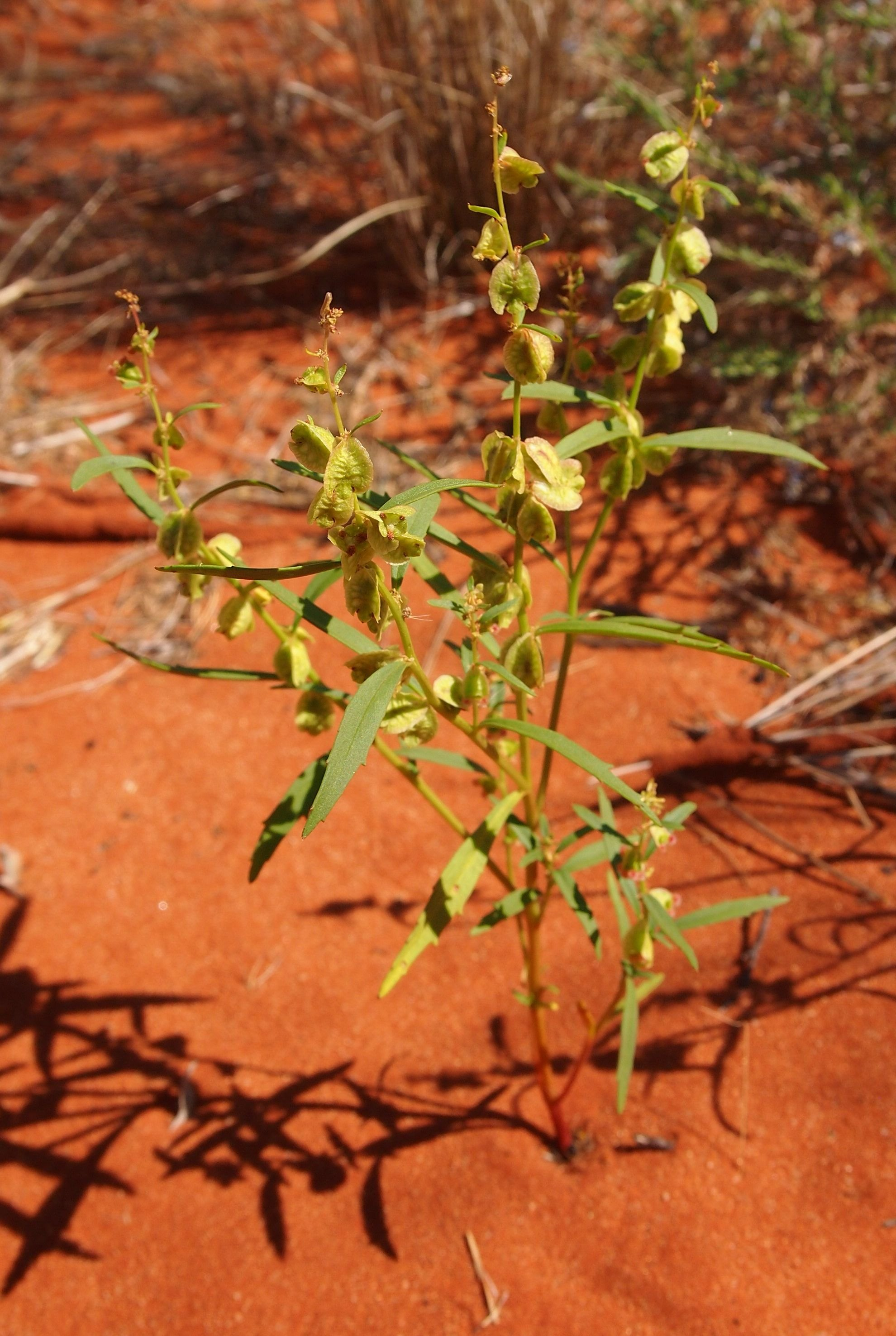
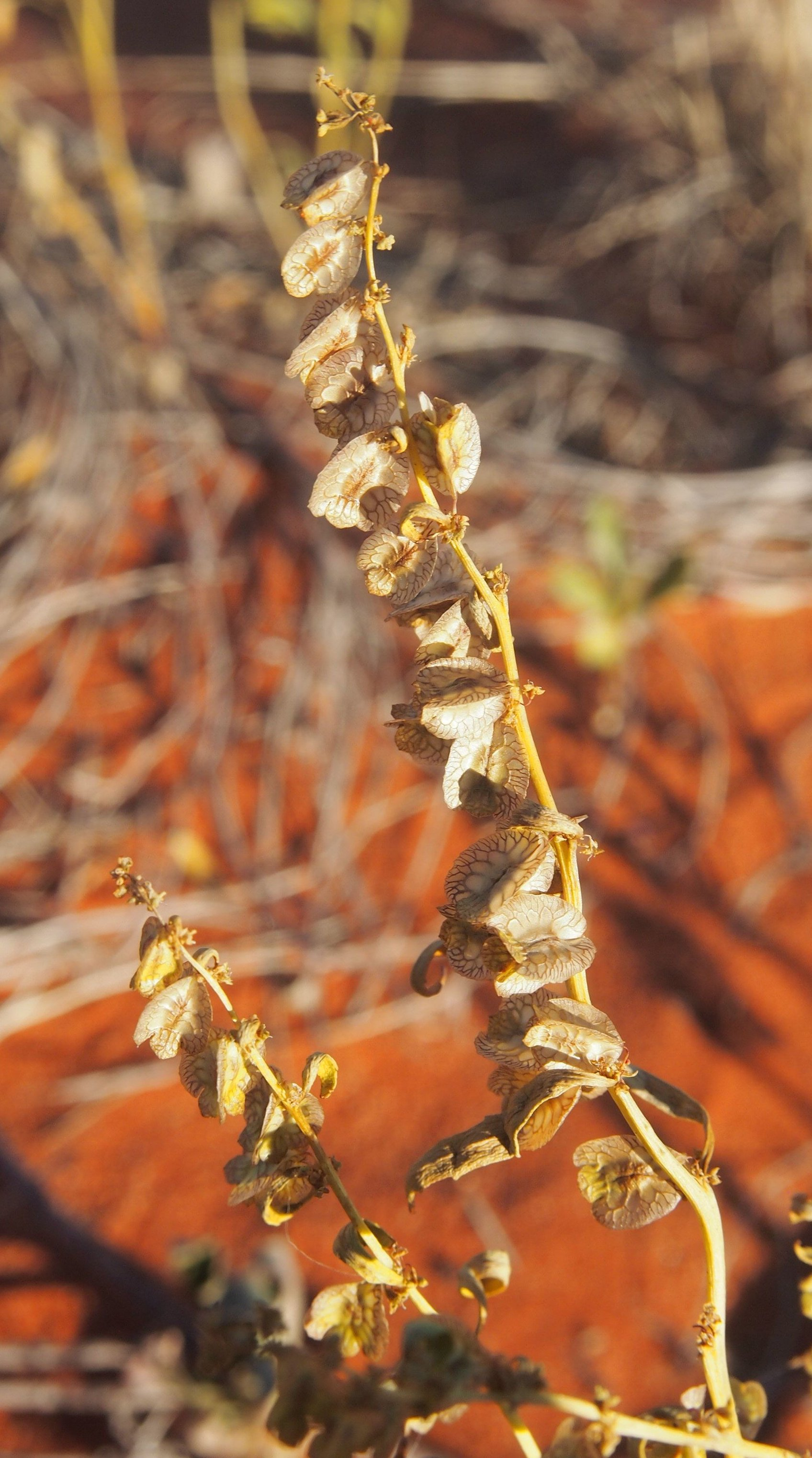
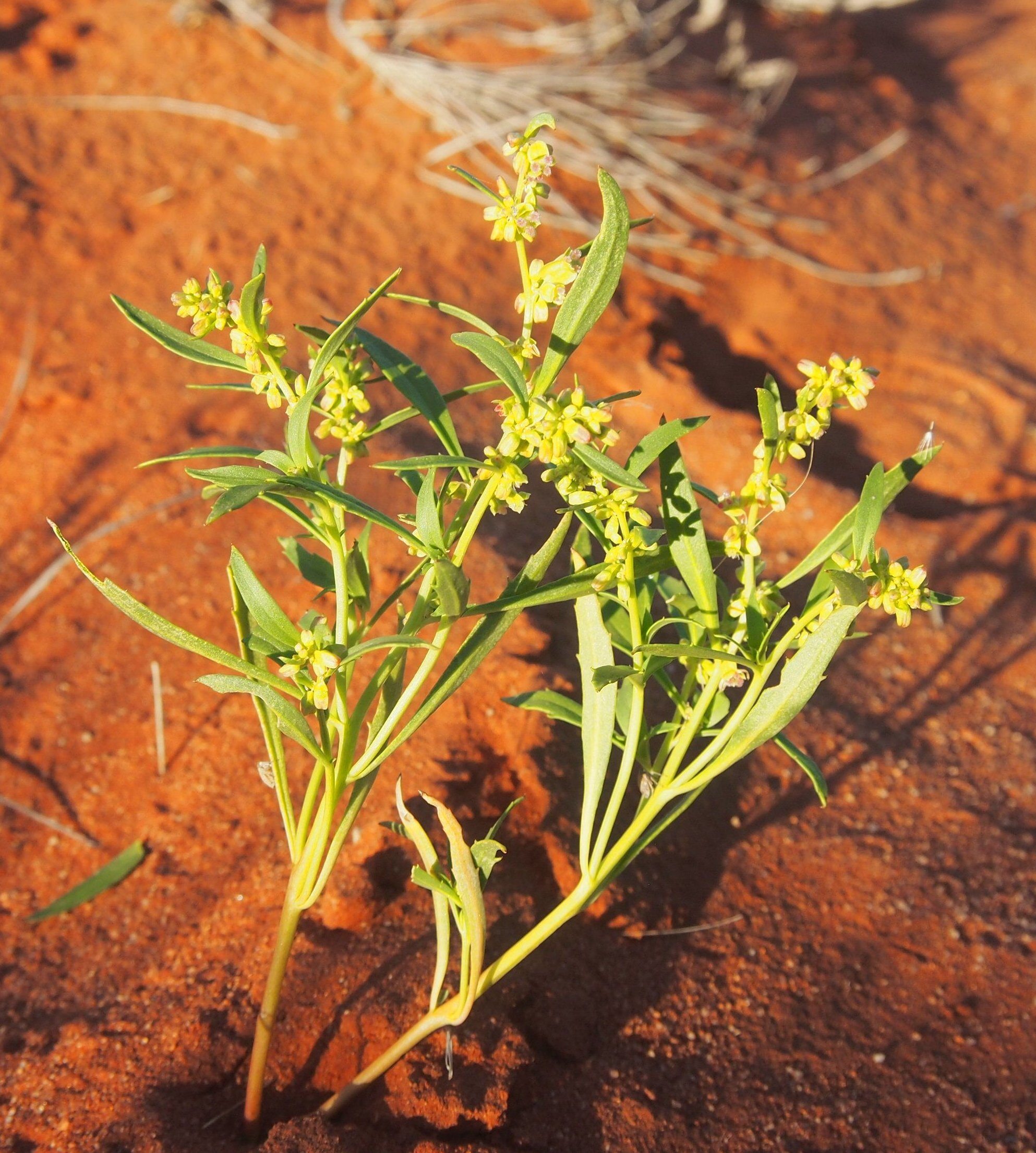
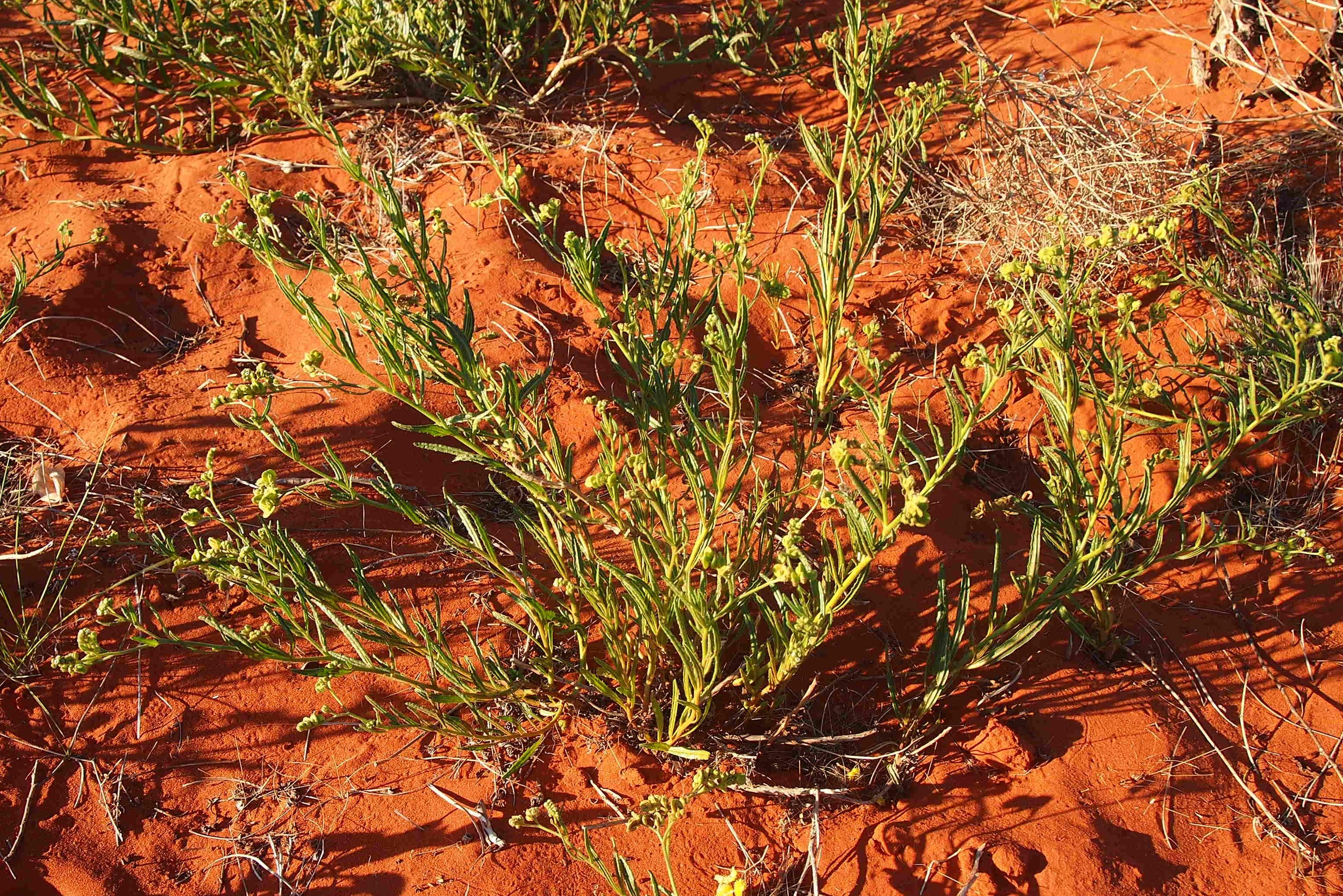